# Den japanske antarktisekspedition 1910–12
Den japanske antarktisekspedition 1910-12 var den første opdagelsesrejse til det antarktiske kontinent gennemført af en japansk ekspedition. Et mandskab på 27 under ledelse af løjtnant Nobu Shirase forlod Tokyo i december 1910 med fartøjet "Kainan Maru". De ankom til isen den 26. februar 1911 og sejlede videre ind i Rosshavet. Det var sent i den antarktiske sommersæson, og ekspeditionsskibet kom ikke længere ind end til Coulman Island. Det returnerede derfor til Sydney for at overvintre.
I løbet af den næste sæson blev der gjort et nyt forsøg på ilandstigning, og hovedformålet var at udforske King Edward VII Land. Ved Rossbarrieren mødte de Roald Amundsens skib "Fram", som lå og ventede i Hvalbugten på Amundsens sydpolekspedition. En patrulje på fem mand fra "Kainan Maru", herunder to hundeførere, blev sat i land på isbarrieren og nåede 250 kilometer syd over til 80°05' S, før uvejr forhindrede videre fremmarch. Den 28. januar plantede Shirase det japanske flag og erklærede området, som lå indenfor synsvidde, for japansk. Han navngav det Yamato Yukihara (Yamato snevidder). I mellemtiden var en anden gruppe blevet ilandsat på kysten ved King Edward VII Land for at undersøge de lavereliggende dele af Alexandra Range.
"Kainan Maru" vendte tilbage til Japan og ankom til Yokohama den 20. juni 1912.
I 1931 og 1939 afslog den japanske regering anmodninger fra Shirase om at godkende Yamato Yukihara som en gave til den japanske stat.